# 매화도서관
매화도서관은 경기도 시흥시에 있는 공립 도서관이다.

## 연혁
- 2012년 1월 30일 개관